# Arsenal (metropolitana di Parigi)
Arsenal è una stazione chiusa della metropolitana di Parigi.

## La stazione
Inaugurata il 17 dicembre 1906, la stazione fu chiusa in data 2 settembre 1939, a causa della mobilitazione dei dipendenti della Società della metropolitana di Parigi (CMP, ora RATP) per la seconda guerra mondiale. Non è mai stata riaperta e ora viene utilizzata per la formazione dei funzionari del dipartimento M2E.
La stazione ha due binari con due banchine ai lati.

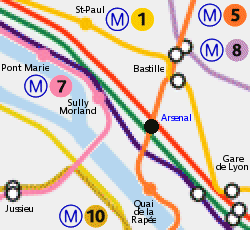
Localizzazione

## Accessi
1: Boulevard Bourdon, allo sbocco del porto di Arsenal (ponte Mornay).